# Adélaïde de Hongrie (1140)
Pour les articles homonymes, voir Adelaïde de Hongrie.
Adélaïde de Hongrie (née vers 1105/07 morte le 15 septembre 1140) est la fille du prince Álmos de Hongrie, duc de Slavonie, et de son épouse Predslava de Kiev. Le père d’Adélaïde est le fils du roi Géza Ier de Hongrie.
Adélaïde épouse en 1123 le duc Sobeslav Ier. Le couple a au moins cinq enfants :
1. Vladislas (?-1165), duc d'Olomouc ;
2. Marie de Bohême (vers 1124-1172) ;
3. Sobeslav II (vers 1128-1180), duc de Bohême ;
4. Ulrich (1134-1170), duc d'Olomouc ;
5. Venceslas II (1137–1192), duc de Bohême.

## Sources
- (en) Christian Raffensperger, Rusian Economic and Marital Policy: An Initial Analysis of Correlations : "FESTSCHRIFT" FOR RICHARD HELLIE: Part 1, vol. 34, coll. « Russian History », 2007, chap. 1 / 4.
- (en) Christian Raffensperger, Conflict, Bargaining, and Kinship Networks in Medieval Eastern Europe, Lexington Books, 2018.